# پلی هالیت
پلی‌هالیت (به انگلیسی: Polyhalite) یک ماده معدنی تبخیری، یک سولفات هیدراته از پتاسیم، کلسیم و منیزیم با فرمول مقابل است: K
2Ca
2Mg(SO
4)
4 · 2H2O
پلی‌هالیت در سیستم سه‌شیب متبلور می‌شود، اگرچه کریستال‌ها بسیار نادر هستند. این ماده به‌طور معمول بی‌رنگ، سفید تا خاکستری است، اگرچه ممکن است به‌دلیل وجود اکسید آهن قرمز آجری باشد. این ماده دارای سختی موس ۳٫۵ و وزن مخصوص ۲٫۸ است.
این ماده در تبخیرهای دریایی رسوبی یافت می‌شود و یک کانی اصلی سنگ معدن پتاسیم در ذخایر کارلزباد نیومکزیکو است. همچنین به‌عنوان یک آلاینده ۲ تا ۳ درصدی در نمک هیمالیا وجود دارد. پلی‌هالیت برای نخستین بار در سال ۱۸۱۸ در سالزبورگ اتریش توصیف شد.

## ترکیب و کاربرد
پلی‌هالیت به‌عنوان کود استفاده می‌شود زیرا حاوی چهار ماده مغذی مهم است و کلرید کمی دارد:
K2O:15.6%
MgO:6.6%
CaO:18.6%
SO3:53.2%
H2O:۶٪